# Chentechtai
Chentechtai ist der griechische Name der altägyptischen Gottheit der Rechtsprechung Chenti-Cheti.

## Darstellungen
Er wurde zunächst krokodilgestaltig dargestellt, im Mittleren Reich falkenköpfig mit der Doppelfederkrone und Sonnenscheibe auf dem Kopf. Seit dem Neuen Reich wurde er mit Doppelkrone falkenköpfig abgebildet.
In der griechisch-römischen Zeit kamen weitere ikonografische Varianten hinzu: Als thronender Gott mit Sonnenscheibe auf seinem Kopf sowie als Falke mit der Atef-Krone.

## Mythologische Verbindungen
Im Sothis-Kalender wurde zunächst der dritte Monat der Schemu-Periode nach ihm als Chenti-chet benannt. Im Neuen Reich galt er seit der 19. Dynastie als Gott des Monats Payni, was eine Verschiebung auf den zweiten Monat der Schemuzeit bedeutete.
Er war der Lokalgott der Stadt Kem-wer im zehnten unterägyptischen Gau im Nildelta. Der König (Pharao) trat mythologisch als „Schützer des Chentechtai“ auf, der im Gegenzug deshalb den „König liebte“. In der Gliederverordnung galt das Herz einer Katze als das Herz des Chentechtai. Zudem fungierte er als Steuermann des Horus und der Isis. Die Nachkommen des Chentechtai „tragen gemeinsam mit den Kindern des Horus den Naos der Hathor im östlichen Treppenhaus des Tempels von Edfu“.
In der griechisch-römischen Zeit wurde Chentechtai in seiner Eigenschaft als Bote des Krokodils das Herz des Seth übergeben. Entsprechend fand am 23. Achet IV das „Fest des wiedergefundenen Herzens von Osiris“ statt, das sich „in der Hand eines Krokodils namens Chenti-cheti befindet“.